# شاتا
شاتا (به مجاری:  Sáta) یک منطقهٔ مسکونی در مجارستان است که در ناحیه اوزد واقع شده‌است.